# Élections parlementaires kényanes de 2022
Les élections parlementaires kényanes de 2022 ont lieu le 9 août 2022 afin de renouveler pour cinq ans les membres des deux chambres du parlement du Kenya : l'Assemblée nationale et le Sénat. Une élection présidentielle est organisée simultanément.

## Contexte
Les précédentes élections parlementaires organisées en  août 2017 sont une victoire en demi teinte pour le Parti du jubilé du président Uhuru Kenyatta. Bien qu'arrivé largement en tête, le parti échoue à obtenir la majorité absolue à l'Assemblée nationale et ne l'obtient que d'un seul siège au Sénat, confronté à la montée de l'opposition dont notamment le Mouvement démocrate orange mené par Raila Odinga.
L'élection présidentielle organisée simultanément voit la victoire de Kenyatta sur Odinga, mais ses résultats sont invalidés à la surprise générale par la Cour suprême pour cause d'irrégularités dans le décompte des voix,. Si une nouveau présidentielle est organisée en octobre 2017, les élections parlementaires ne sont quant à elles pas remises en cause, une situation qui amène Odinga à boycotter le scrutin,. Largement réélu en l'absence du principal candidat de l'opposition, Uhuru Kenyatta entame un second et dernier mandat présidentiel avec William Ruto pour vice-président. Après une période de crise politique et de violences, Kenyatta et Odinga finissent pas se réconcilier en mars 2018 en vue de mener un projet de réformes constitutionnelles. Cette réconciliation surprise se pérennise et voit le Parti du jubilé de Kenyatta apporter son soutien à Odinga pour la présidentielle d’août 2022. Le parti du jubilé et le Mouvement démocratique orange forment alors la coalition Azimio en prévision des élections. Les tensions au sein du Parti du jubilé quant à cette décision conduisent néanmoins le vice-président Ruto à le quitter pour rejoindre l'Alliance démocratique unie (UDA) en vue de sa propre candidature à la présidentielle et des élections parlementaires, le parti s'intégrant dans l'alliance Kenya Kwanza.

## Système électoral

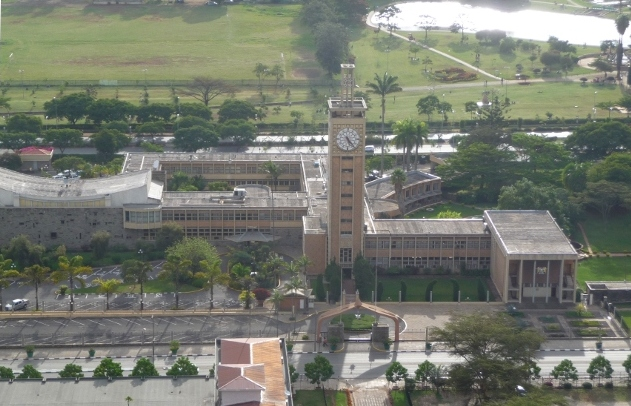
Bâtiment du Parlement à Nairobi

Le Kenya est doté d'un parlement bicaméral dont les deux chambres sont toutes deux renouvelées intégralement tous les cinq ans, mais selon des modalités différentes. 
L'Assemblée nationale est composée de 350 sièges dont 337 pourvus au suffrage direct uninominal à un tour. Sur ce total, 290 sièges sont pourvus dans autant de circonscriptions électorales couvrant l'ensemble du pays, tandis que 47 sièges réservés aux femmes le sont dans des circonscriptions correspondant aux 47 comtés du Kenya. A ces députés directement élus s'ajoutent 12 autres nommés par les partis. Répartis entre ces derniers en proportion de leur part des sièges pourvus au suffrage direct, ils sont nommés de manière à assurer une représentation aux jeunes, aux handicapés et aux travailleurs. Enfin, le président de l'assemblée est élu ex officio par les députés et en devient membre de droit,. 
Le Sénat est composé de 68 sièges dont 47 pourvus au suffrage direct uninominal à un tour dans un même nombre de circonscriptions correspondant aux 47 comtés. Vingt autres sièges sont répartis aux partis en proportion de leur part des sièges pourvus au suffrage direct, dont seize réservés aux femmes, deux aux jeunes et deux autres aux handicapés, à raison d'un jeune et d'un handicapé de chacun des deux sexes. Enfin, le président du Sénat est élu ex officio par les députés et en devient membre de droit,.

## Résultats

### Assemblée nationale
| Partis et coalitions      | Partis et coalitions     | Circonscriptions  | Circonscriptions  | Circonscriptions  | Circonscriptions  | Comtés            | Comtés            | Comtés            | Comtés            | Sièges            | Sièges | Sièges        |
| Partis et coalitions      | Partis et coalitions     | Voix              | %                 | +/-               | Sièges            | Voix              | %                 | +/-               | Sièges            | N                 | Total  | +/-           |
| ------------------------- | ------------------------ | ----------------- | ----------------- | ----------------- | ----------------- | ----------------- | ----------------- | ----------------- | ----------------- | ----------------- | ------ | ------------- |
|                           | Azimio La Umoja (Azimio) |                   |                   |                   |                   |                   |                   |                   |                   |                   | 162    |               |
|                           | Kenya Kwanza (KK)        |                   |                   |                   |                   |                   |                   |                   |                   |                   | 159    |               |
|                           | Autres partis            |                   |                   |                   |                   |                   |                   |                   |                   |                   | 12     |               |
|                           | Indépendants (IND)       |                   |                   |                   |                   |                   |                   |                   |                   |                   |        |               |
|                           | Membre ex-officio        | Membre ex-officio | Membre ex-officio | Membre ex-officio | Membre ex-officio | Membre ex-officio | Membre ex-officio | Membre ex-officio | Membre ex-officio | Membre ex-officio | 1      | en stagnation |
|                           |                          |                   |                   |                   |                   |                   |                   |                   |                   |                   |        |               |
| Suffrages exprimés        |                          |                   |                   |                   |                   |                   |                   |                   |                   |                   |        |               |
| Votes blancs et invalides |                          |                   |                   |                   |                   |                   |                   |                   |                   |                   |        |               |
| Total                     | Total                    |                   | 100               | –                 | 290               |                   | 100               | –                 | 47                | 12                | 350    | 1             |
| Abstentions               |                          |                   |                   |                   |                   |                   |                   |                   |                   |                   |        |               |
| Inscrits / participation  |                          |                   |                   |                   |                   |                   |                   |                   |                   |                   |        |               |

### Sénat
| Partis et coalitions      | Partis et coalitions     | Circonscriptions  | Circonscriptions  | Circonscriptions  | Circonscriptions  | Sièges réservés   | Sièges réservés   | Sièges réservés   | Total sièges | +/-           |
| Partis et coalitions      | Partis et coalitions     | Voix              | %                 | +/-               | Sièges            | F                 | J                 | H                 | Total sièges | +/-           |
| ------------------------- | ------------------------ | ----------------- | ----------------- | ----------------- | ----------------- | ----------------- | ----------------- | ----------------- | ------------ | ------------- |
|                           | Azimio La Umoja (Azimio) |                   |                   |                   |                   |                   |                   |                   | 23           |               |
|                           | Kenya Kwanza (KK)        |                   |                   |                   |                   |                   |                   |                   | 24           |               |
|                           | Autres partis            |                   |                   |                   |                   |                   |                   |                   |              |               |
|                           | Indépendants (IND)       |                   |                   |                   |                   |                   |                   |                   |              |               |
|                           | Membre ex-officio        | Membre ex-officio | Membre ex-officio | Membre ex-officio | Membre ex-officio | Membre ex-officio | Membre ex-officio | Membre ex-officio | 1            | en stagnation |
|                           |                          |                   |                   |                   |                   |                   |                   |                   |              |               |
| Suffrages exprimés        |                          |                   |                   |                   |                   |                   |                   |                   |              |               |
| Votes blancs et invalides |                          |                   |                   |                   |                   |                   |                   |                   |              |               |
| Total                     | Total                    |                   | 100               | –                 | 47                | 16                | 2                 | 2                 | 68           | en stagnation |
| Abstentions               |                          |                   |                   |                   |                   |                   |                   |                   |              |               |
| Inscrits / participation  |                          |                   |                   |                   |                   |                   |                   |                   |              |               |